# Ski alpin aux Jeux olympiques de 2018 – Descente femmes
Navigation
Sotchi 2014 Pékin 2022
La descente féminine des Jeux olympiques d'hiver de 2018 a eu lieu le 21 février 2018 au Centre alpin de Jeongseon à Gangwon, en Corée du Sud.

## Médaillées
| Or                    | Argent                       | Bronze                    |
| Sofia Goggia (Italie) | Ragnhild Mowinckel (Norvège) | Lindsey Vonn (États-Unis) |

## Résultats
| Rang                                | Dossard | Athlète                 | Nationalité        | Résultat | Différence |
| ----------------------------------- | ------- | ----------------------- | ------------------ | -------- | ---------- |
| Médaille d'or, Jeux olympiques      | 5       | Sofia Goggia            | Italie             | 1:39.22  | —          |
| Médaille d'argent, Jeux olympiques  | 19      | Ragnhild Mowinckel      | Norvège            | 1:39.31  | +0.09      |
| Médaille de bronze, Jeux olympiques | 7       | Lindsey Vonn            | États-Unis         | 1:39.69  | +0.47      |
| 4                                   | 3       | Tina Weirather          | Liechtenstein      | 1:39.85  | +0.63      |
| 5                                   | 14      | Alice McKennis          | États-Unis         | 1:40.24  | +1.02      |
| 6                                   | 2       | Corinne Suter           | Suisse             | 1:40.29  | +1.07      |
| 7                                   | 8       | Breezy Johnson          | États-Unis         | 1:40.34  | +1.12      |
| 8                                   | 13      | Michelle Gisin          | Suisse             | 1:40.55  | +1.33      |
| 9                                   | 15      | Viktoria Rebensburg     | Allemagne          | 1:40.64  | +1.42      |
| 10                                  | 12      | Ramona Siebenhofer      | Autriche           | 1:40.98  | +1.76      |
| 11                                  | 6       | Kira Weidle             | Allemagne          | 1:41.01  | +1.79      |
| 12                                  | 17      | Nicole Schmidhofer      | Autriche           | 1:41.02  | +1.80      |
| 13                                  | 4       | Tiffany Gauthier        | France             | 1:41.04  | +1.82      |
| 13                                  | 1       | Cornelia Hütter         | Autriche           | 1:41.04  | +1.82      |
| 15                                  | 10      | Laurenne Ross           | États-Unis         | 1:41.10  | +1.88      |
| 16                                  | 23      | Jennifer Piot           | France             | 1:41.17  | +1.95      |
| 17                                  | 30      | Lisa Hörnblad           | Suède              | 1:41.63  | +2.41      |
| 18                                  | 29      | Romane Miradoli         | France             | 1:41.64  | +2.42      |
| 19                                  | 24      | Maruša Ferk             | Slovénie           | 1:42.00  | +2.78      |
| 20                                  | 26      | Greta Small             | Australie          | 1:42.07  | +2.85      |
| 21                                  | 22      | Valérie Grenier         | Canada             | 1:42.13  | +2.91      |
| 22                                  | 25      | Laura Gauché            | France             | 1:42.29  | +3.07      |
| 23                                  | 27      | Roni Remme              | Canada             | 1:42.80  | +3.58      |
| 24                                  | 34      | Maryna Gąsienica-Daniel | Pologne            | 1:43.30  | +4.08      |
| 25                                  | 35      | Noelle Barahona         | Chili              | 1:44.24  | +5.02      |
| 26                                  | 32      | Kateřina Pauláthová     | République tchèque | 1:44.69  | +5.47      |
| 27                                  | 28      | Alexandra Coletti       | Monaco             | 1:45.04  | +5.82      |
| 28                                  | 36      | Ania Monica Caill       | Roumanie           | 1:45.06  | +5.84      |
| 29                                  | 37      | Barbara Kantorová       | Slovaquie          | 1:45.99  | +6.77      |
| 30                                  | 38      | Kim Vanreusel           | Belgique           | 1:46.51  | +7.29      |
| 31                                  | 39      | Elvedina Muzaferija     | Bosnie-Herzégovine | 1:46.80  | +7.58      |
| —                                   | 9       | Lara Gut                | Suisse             | DNF      | —          |
| —                                   | 11      | Stephanie Venier        | Autriche           | DNF      | —          |
| —                                   | 16      | Nadia Fanchini          | Italie             | DNF      | —          |
| —                                   | 18      | Federica Brignone       | Italie             | DNF      | —          |
| —                                   | 20      | Jasmine Flury           | Suisse             | DNF      | —          |
| —                                   | 21      | Nicol Delago            | Italie             | DNF      | —          |
| —                                   | 31      | Petra Vlhová            | Slovaquie          | DNF      | —          |
| —                                   | 33      | Candace Crawford        | Canada             | DNF      | —          |

- DNS = Non partante
- DNF = N'a pas terminé